# جانفرانكو زولا
جانفرانكو زولا (بالإيطالية: Gianfranco Zola)‏ هو لاعب كرة قدم إيطالي سابق ومدرب حاليا، ولد سنة 1966 بمدينة أولينا الإيطالية في جزيرة سردينية و يعتبر من أفضل المهاجمين الذين أنجبتهم إيطاليا .

## مسيرته الكروية
لعب جانفرانكو زولا خلال مسيرته الاحترافية مع 6 أندية في اثنين وعشرين موسمًا وسجل خلالها 193 هدف ضمن 629 مباراة. حيث فاز في موسمين بالكأس وفي موسم واحد بالدوري.
خاض جانفرانكو زولا مسيرته مع USD Nuorese Calcio 1930 ‏ في موسم 1984–85 ولمدة موسمين، مشاركًا في 31 مباراة سجل خلالها 10 أهداف. ثم انتقل إلى سسارة توريس ‏ في موسم 1986–87 واستمر معه طيلة ثلاثة مواسم، حيث شارك في 88 مباراة سجل خلالها 21 هدفًا. لينتقل بعدها إلى نادي نابولي في موسم 1989–90 ليلعب معه أربعة مواسم، مشاركًا في 105 مباراة سجل خلالها 32 هدفًا. ثم انتقل إلى نادي بارما في موسم 1993–94 ليلعب معه أربعة مواسم، مشاركًا في 102 مباراة سجل خلالها 49 هدفًا. هذا وانتقل لاحقًا إلى نادي تشيلسي في موسم 1996–97 ليلعب معه سبعة مواسم، مشاركًا في 229 مباراة سجل خلالها 59 هدفًا. ثم انتقل بعدها إلى نادي كالياري في موسم 2003–04 ولمدة موسمين، مشاركًا في 74 مباراة سجل خلالها 22 هدفًا.

## روابط خارجية
- جانفرانكو زولا على موقع الاتحاد الدولي (مؤرشف)  (الإنجليزية)
- جانفرانكو زولا على موقع الاتحاد الأوربي (الإنجليزية)
- جانفرانكو زولا على موقع قاعدة بيانات كرة القدم.إي يو (الإنجليزية)
- جانفرانكو زولا على موقع ناشيونال فوتبول تيمز (الإنجليزية)
- جانفرانكو زولا على موقع Soccerbase.com (لاعب) (الإنجليزية)
- جانفرانكو زولا على موقع Soccerbase.com (مدرب) (الإنجليزية)
- جانفرانكو زولا على موقع عالم كرة القدم.نت (الإنجليزية)
- جانفرانكو زولا على موقع كووورة
- جانفرانكو زولا على موقع CONI honoured athlete website (الإيطالية)